# Apistogramma rubrolineata
Apistogramma rubrolineata és una espècie de peix de la família dels cíclids i de l'ordre dels perciformes.

## Morfologia
Els mascles poden assolir els 4 cm de longitud total.

## Distribució geogràfica
Es troba a Sud-amèrica: Riu Manuripi (Bolívia).